# 日本住宿投資法人
日本住宿投資法人（英語：Nippon Accomodations Fund Inc.，東證1部：3226）由日本三井不動產住宿基金管理股份有限公司旗下信託管理，主要經營日本所有地區房地產產業。包括東京、神奈川、千葉縣、福岡等地區資產，其資產包括學藝大學園軸、津南濕谷園軸、青山董通園軸等資產。
而每年財政年度則為3月31日止。
其股份自2006年於東京證券交易所房地產信託基金板上市。